# Якоб II фон Флекенщайн
Якоб II фон Флекенщайн (на немски: Jakob II von Fleckenstein; * пр. 1474; † 5 август /12 август 1514) от благородническата фамилия Флекенщайн до северните Вогези в Елзас, е господар на Зулц-Обервазенщайн и шериф в Хагенау.

## Произход
Той е син на Йохан (Ханс) фон Флекенщайн († 1483), господар на Зулц, и съпругата му Маргарета фон Ратзамхаузен († 1470), дъщеря на Улрих I фон Ратзамхаузен († 1459) и Клара фон Оксенщайн († ок. 1425). Внук е на Хайнрих XIII фон Флекенщайн (XII), губернатор на Бар. Той има три сесри Анна († 1513), Клеменция († пр. 1505) и Елза († сл. 1483).
Якоб II фон Флекенщайн умира на 5/12 август 1514 г. и е погребан в Зулц.

## Фамилия
Якоб II фон Флекенщайн се жени 1473 г. за Вероника фон Андлау († 1496), дъщеря на Лазарус I фон Андлау († 1494/1495) и Юдит фон Рамщайн († 1495). Те имат 7 деца:
- Хайнрих XVII фон Флекенщайн (* пр. 1499; † сл. 1517), женен за Маргарета Бегерин фон Блибург
- Барбара фон Флекенщайн († сл. 1535), омъжена 1490 г. за фрайхер Хайнрих XVIII (XVII) фон Флекенщайн-Дагщул († 1535)
- Лудвиг фон Флекенщайн (* пр. 1506; † 24 февруари 1538/1541), фрайхер на Флекенщайн, женен за Урсула фон Ингелхайм († 24 февруари 1538)
- Урсула фон Флекенщайн († сл. 1514), омъжена за рицар Йохан (Ханс) Бок фон Герстхайм († ок. 1533)
- Якоб III фон Флекенщайн (* пр. 1505; † 2 декември 1526), господар на Нидерщайнбах-Пфафенхофен, шериф на Гермерсхайм, женен за Барбара фон Ингелхайм († 8 декември 1526)
- Маргарета фон Флекенщайн (* пр. 1506; † 1530), омъжена за рицар Ханс III Ландшад фон Щайнах (1465 – 1531)
- Юдит фон Флекенщайн (* пр. 1499; † 1545)

## Галерия
- Замъкът Флекенщайн
- Останки от замък Флекенщайн